# Godzilla – Die Rückkehr des Monsters
Godzilla – Die Rückkehr des Monsters (jap. ゴジラ, Gojira) ist ein japanischer Riesenmonsterfilm von Kōji Hashimoto aus dem Jahre 1984. Mit dem Film beginnt die sogenannte Heisei-Staffel, obwohl im Jahre 1984 noch der Showa-Kaiser Hirohito regierte und erst Anfang 1989 vom Heisei-Kaiser Akihito abgelöst wurde. In dem Film ist Godzilla seit langer Zeit wieder ein alles zerstörendes Monster.

## Handlung
In einer stürmischen Nacht nähert sich ein Fischerboot, die Yahata Maru, einer Insel. An Bord ist der junge  Biologiestudent Hiroshi Okumura. Nicht wissend, dass auf der Insel ein Vulkan ist, treiben die Fischer immer näher an die Insel heran. Plötzlich bricht der Vulkan aus, und ein fürchterlicher Schrei ertönt.
Goro Maki, ein Reporter von der Tokyo Press, findet zufällig das verschwundene Schiff im Meer treibend. An Bord findet er Spuren, die auf einen Kampf hindeuten, und lauter dehydrierte menschliche Körper. In einem Spind versteckt entdeckt Maki den Studenten Okumura. Kaum hat er ihn gefunden, wird er von einem riesigen Parasiten angegriffen, doch Okumura rettet ihm das Leben.
In Japan angekommen, wird Okumura von Hayashida befragt. Maki versucht währenddessen, die Öffentlichkeit zu informieren. Doch die Regierung hat angeordnet, die Sache als geheime Angelegenheit zu behandeln. Maki lernt Okumuras Schwester Naoko kennen und erzählt ihr, dass ihr Bruder noch lebt. Inzwischen hat Godzilla ein russisches Atom-U-Boot angegriffen und zerstört. Jetzt endlich entschließt sich die Regierung, die Öffentlichkeit zu informieren; eine Panik bricht aus.
Nun taucht Godzilla bei einem Kernkraftwerk auf, um dessen Radioaktivität zu absorbieren. Hayashida und sein Team sind dorthin geeilt, um ihn zu erforschen, und tatsächlich finden sie eine Idee, wie sie Godzilla vertreiben können: durch Zugvögelrufe.
Godzilla wird nämlich von den Zugvögelrufen angelockt. Deshalb wollen sie auf dem Mihara-Vulkan eine Anlage errichten, die die Ultraschallwellen der Zugvögel nachahmt, und somit Godzilla in den Vulkankrater locken. Der Premierminister gibt sein Einverständnis, und die Arbeiten beginnen.
Dennoch taucht Godzilla in Tokio auf, wo nichts ihn stoppen kann. Das Militär ist machtlos, bis die „Super X“ auftaucht, eine Flugmaschine ohne Flügel, die dank eines Titanschutzes die Hitzestrahlen von Godzilla aushält. Mit Kadmium-Bomben kann sie Godzilla für eine Weile außer Gefecht setzen. Doch als Godzilla in der Bucht von Tokio einen russischen Frachter rammt, löst er damit automatisch eine Atomrakete in Richtung Tokio aus. Die Amerikaner schießen von Okinawa aus eine Abfangrakete ab, die die russische Atomrakete abfängt.
Doch die Detonation erfolgt zu dicht über Tokio. Durch die Radioaktivität, die Godzilla bei der Explosion absorbiert hat, erwacht er wieder zu neuem Leben und verwandelt Tokio endgültig in ein Schlachtfeld; die „Super X“ wird von ihm zerstört.
Hayashida ist inzwischen am Mihara-Vulkan angekommen und beginnt, Godzilla mit Ultraschallwellen anzulocken. Godzilla verlässt Tokio und macht sich auf den Weg dorthin. Die Armee hat Sprengzünder an den Kraterrand angebracht, was zu Godzillas Sturz ins Magma führt.

## Hintergrund
Als 1975 mit Die Brut des Teufels (Mekagojira no gyakushu) der letzte Godzilla-Film der Showa-Ära herauskam, wollte man schon 1979 einen neuen Godzilla-Film produzieren. Stattdessen brachte man Klassiker wie Godzilla und die Urweltraupen (Mosura tai Gojira) aus dem Jahre 1964 und Befehl aus dem Dunkel (Kaiju Daisenso) von 1965 erfolgreich wieder ins Kino. 1984 brachte man, 30 Jahre nach dem Original Godzilla, eine Fortsetzung heraus.
Produzent Tomoyuki Tanaka hatte Ishirō Honda und Akira Ifukube gefragt, ob sie Lust hätten, bei dem Film wieder die Regie zu führen und die Musik zu komponieren, beide lehnten ab. Schließlich holte Tanaka Koji Hashimoto und Teruyoshi Nakano ins Boot, und die Dreharbeiten konnten beginnen.
1989 erschien die Fortsetzung Godzilla, der Urgigant.
Für die amerikanische Version wurden wieder Extraszenen mit Raymond Burr gedreht, der im ersten Godzilla-Film die Rolle des Journalisten Steve Martin spielte und für einige Dialoge wieder verpflichtet wurde. Da es jedoch mittlerweile einen bekannten Hollywood-Schauspieler namens Steve Martin gab, wurde Burrs Rollenname in Mr. Martin umbenannt, um Verwechslungen zu vermeiden.
Für die deutsche Version, die am 26. Juli 1985 in den Kinos startete, wurde der Film von 103 Minuten auf 82 Minuten gekürzt. In dieser Fassung fehlt u. a. die Szene, in der Godzilla ein russisches Atom-U-Boot zerstört.

## Rezeption
Am 15. Dezember 1984 kam der 16. Godzilla-Film in die japanischen Kinos. In Japan konnte der Film rund 11 Millionen US-Dollar einspielen. Im nordamerikanischen Raum betrug das Einspielergebnis rund 4,1 Millionen US-Dollar.

Der Film bekam sehr gemischte Kritiken, so bewerteten die Kritiker auf der Webseite Rotten Tomatoes den Film zu 20 Prozent positiv. Eine deutlich bessere Kritik bekam der Film beim Publikum, dort gefiel der Film zu 66 Prozent.

„Spannungsloses Remake des Films von 1954; trotz einiger modischer Zutaten ein naives Katastrophenspektakel wie sein Vorläufer.“